# Phortica subradiata
Phortica subradiata är en tvåvingeart som först beskrevs av Toyohi Okada 1977.  Phortica subradiata ingår i släktet Phortica och familjen daggflugor.
Artens utbredningsområde är Taiwan. Inga underarter finns listade i Catalogue of Life.